# بوب كون
بوب كون (بالإنجليزية: Bob Cone)‏ هو لاعب كرة قاعدة أمريكي، ولد في 27 فبراير 1894 في غالفستون في الولايات المتحدة، وتوفي بنفس المكان في 24 مايو 1955.

## وصلات خارجية
- بوب كون على موقعبيزبول رفرنس.كوم (الدوري الرئيسي) (الإنجليزية)
- بوب كون على موقعبيزبول رفرنس.كوم (الدوري الثانوي) (الإنجليزية)